# Cove Island

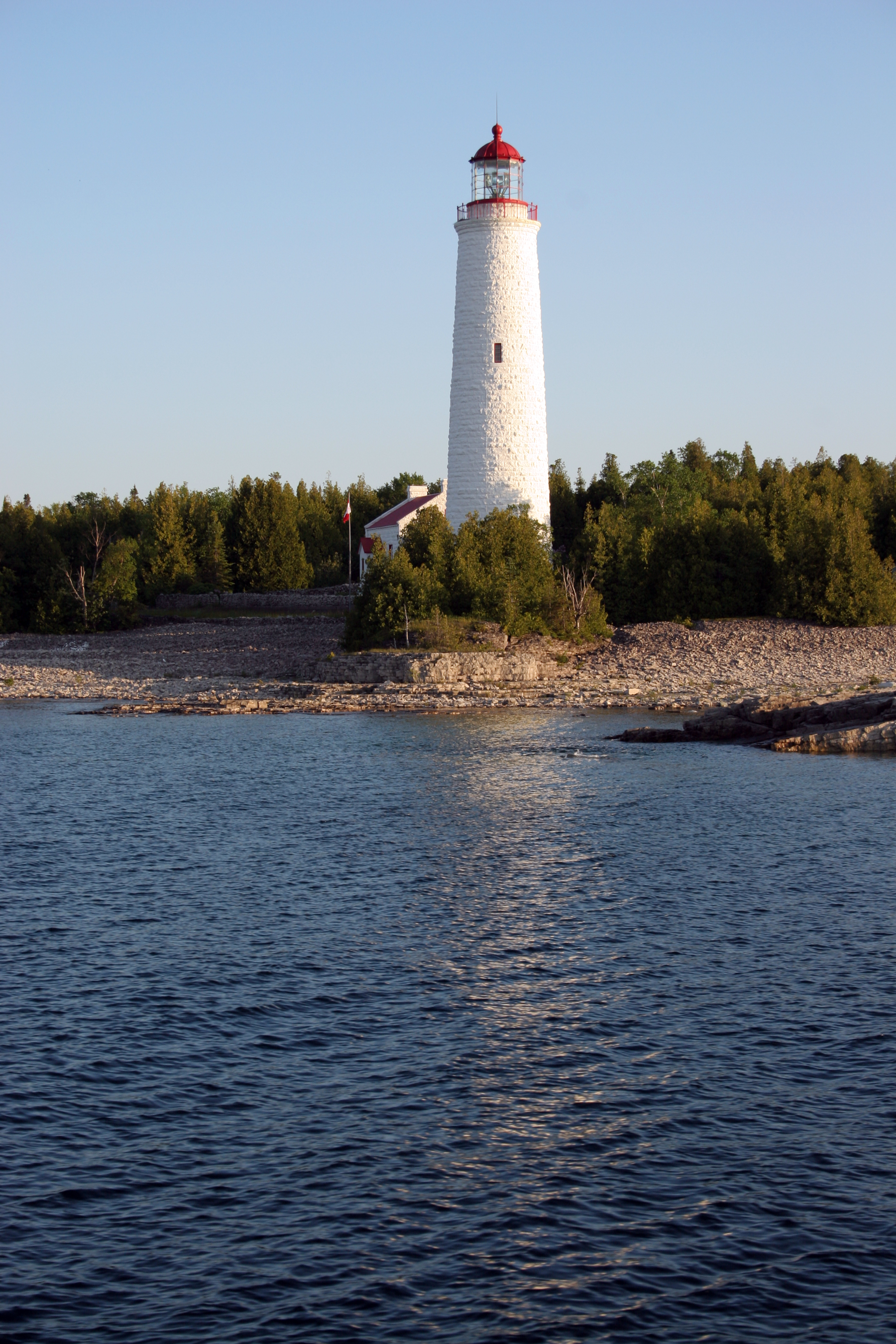
Latarnia na Cove Island

Cove Island – wyspa na jeziorze Huron, w prowincji Ontario w Kanadzie.

## Położenie
Leży na pograniczu głównego akwenu jeziora Huron i jego największej zatoki – zatoki Georgian. Wchodzi w skład liczącego kilkanaście wysp i wysepek „Archipelagu Tobermory”, leżącego u północnego cypla Półwyspu Bruce’a, wyznaczając jego północno-zachodni skraj. Położona jest ok. 5 km na północny zachód od miasteczka Tobermory. Wchodzi w skład Morskiego Parku Narodowego Fathom Five.

## Charakterystyka
Wypa stanowi fragment wielkiej Kuesty Niagary, zapadającej się w tym rejonie w większości w wody Huronu. Zbudowana jest z warstw dolomitów i łupków, które powstały jako osady na dnie płytkiego, tropikalnego morza ponad 400 milionów lat temu. Największa rozciągłość wyspy (z północnego zachodu na południowy wschód) wynosi 6,7 km, a największa szerokość (w osi prostopadłej do powyższej) ok. 3 km.
Linia brzegowa wyspy jest bardzo mocno rozwinięta. Na północy i na południu od strony zachodniej wcinają się w jej głąb dwie wąskie, głębokie zatoki. Brzegi w znacznej części w formie skalistych urwisk o wysokości od kilku do kilkunastu metrów, częściowo z wąskim pasem skalistej plaży u ich podnóży. Centrum wyspy zajmuje spore jezioro – również o mocno rozwiniętej linii brzegowej, na którym znajdują się mniejsze wysepki.
Cove Island jest prawie w całości zalesiona. Głównym gatunkiem lasotwórczym jest tu żywotnik zachodni, któremu towarzyszą choina kanadyjska, świerk czarny, sosna wejmutka, brzoza papierowa i in.
Jako największa z wysp należących do parku oraz położona stosunkowo blisko lądu stałego i innych wysp Cove Island posiada najbogatszą faunę spośród nich. Występują tu m.in. czarny niedźwiedź baribal, mulak białoogonowy (jeleń wirginijski) oraz rzadki, chroniony gatunek grzechotnika Sistrurus catenatus (ang. Massasauga rattlesnake). Szczególnie bogata jest awifauna.

## Latarnia „morska”
Na najbardziej na północ wysuniętym cyplu wyspy wznosi się latarnia, oznaczająca południową granicę głównego kanału żeglugowego, łączącego Zatokę Georgian z głównym akwenem jeziora Huron. Należy ona do sześciu bliźniaczych tzw. „imperialnych” latarń, wzniesionych na kanadyjskich wybrzeżach Wielkich Jezior w latach 50. XIX w., a więc w okresie przed usamodzielnieniem się Kanady spod bezpośredniej zależności od imperium brytyjskiego.
Zbudowana w 1858 r. – podobnie jak towarzyszące jej budynki – z miejscowego kamienia wapiennego w formie lekko zwężającego się ku górze cylindra, latarnia ma wysokość 80 stóp (24,4 m). Jej białe światło (regularne błyski co 5 sekund) świeci na wysokości 101 stóp (30,8 m). W 1991 r. została zautomatyzowana. Znajduje się w zarządzie Kanadyjskiej Straży Wybrzeża (Canadian Coast Guard).
Według miejscowej legendy, latarnia ma być nawiedzana przez ducha kapitana jednego z żaglowców, które zatonęły u jej brzegów.

## Wraki
U brzegów wyspy znajdują się wraki (lub ich szczątki) 6 statków, jakie zatonęły tu w drugiej połowie XIX i na początku XX w. W południowej części wyspy znajduje się Zatoka Tecumseha (ang. Tecumseh Cove), nazwana tak na pamiątkę szkunera „Tecumseh”, który zatąnął w pobliżu w 1882 r. Do dziś w pobliżu zatoki na dnie spoczywają szczątki jego steru.
W pobliskim miasteczku Tobermory, w pobliżu basenu portowego, eksponowana jest kotwica z trzymasztowego szkunera „Charles P. Minch”, który w październiku 1898 r. rozbił się na skałach u wybrzeży  Cove Island.

## Turystyka
Wyspa jest dostępna jedynie drogą wodną, jednak nie jest ona dostępna do zwiedzania. Można podpłynąć do jej brzegów, lecz bez schodzenia na ląd. Rejsy wokół wyspy organizują na życzenie lokalne agencje turystyczne. Cove Island wraz z latarnią jest dobrze widoczna z pokładu promu ”Chi-Cheemaun”, kursującego z Tobermory do South Baymouth na wyspie Manitoulin.